# Shi Lianxing
Shi Lianxing (xinès simplificat: 石联星, pinyin: Shí Liánxīng; Huangmei, Hubei,1914 - 1984) fou una actriu xinesa.

## Biografia
Graduada a l'escola secundària provincial de Hubei, el 1932 va ensenyar a Ruijin, a l'Àrea soviètica central, i va desenvolupar activitats teatrals. Després de l'incident del 13 d'agost, va marxar a Changsha, on interpretaria obres com Fengle de muqin i Zhuangding. El 1940, marxa a Guangxi i va interpretar Guojia Zhishang i Richu. El 1941, va anar a Guilin i s'uneix a la Companyia teatral de la Nova Xina. El 1944, va marxa a Yan'an, unint-se al Partit Comunista de la Xina el 1948. El 1949, comença fer d'actriu a les produccions de la Dongbei, protagonitzant el biopic dedicat a Zhao Yiman, i va guanyar el premi a millor intérpret al V Festival Internacional de Cinema Txec el 1950. Més tard, va exercir com a directora del Teatre d'Art Popular de Pequín, i va dirigir Yuren zhi Jia, Hong yan, i d'altres.